# Пам'ятники Степанові Бандері
Ця стаття про пам'ятники Степанові Андрійовичу Бандері в різних містах України, зокрема, і для візуального ознайомлення з ними. Монументи Бандері — українському політичному діячеві, ідеологу українського націоналістичного руху ХХ століття, голові Проводу ОУН-Б, Герою України встановлені на теперішній час (2013) в Галичині, на Волині й частково на Західному Поділлі (адміністративно це Івано-Франківська, Львівська, Рівненська та Тернопільська  області), однак існують проєкти встановлення пам'ятників Бандері в містах інших областей на заході держави, зокрема, в Луцьку та Хмельницькому. Також неодноразово ставилося питання про спорудження пам'ятника або пам'ятного знака на честь Бандери в столиці держави місті Києві, а також у Чернівцях. Загалом установлено не менше 40 пам'ятників та погрудь.
Оскільки постать Бандери за доби СРСР була заборонена панівною комуністичною ідеологією, а діяння борця за незалежність України розглядалися лише з позицій боротьби з українським націоналізмом, а також через призму військової жорстокості, і, таким чином, часто викривлювалися й фальсифікувалися, усі сучасні пам'ятники Бандері в Україні встановлені в 1990-ті — 2000-ні роки.

## Україна

### Івано-Франківська область
- Івано-Франківськ. Пам'ятник Степанові Бандері в Івано-Франківську було урочисто відкрито 1 січня 2009 року. Його автор — львівський художник Микола Посікіра.[4]

Пам'ятник Степанові Бандері в Івано-Франківську

- Городенка. Гранітне погруддя відкрите 30 листопада 2008 року. Автор — скульптор Іван Осадчук,[5] однак він свого авторства не визнає, вважаючи, що остаточний проєкт зіпсували будівничі.[6]
- Грабівка (Калуський район). У селі Грабівка Калуського району пам'ятник Бандері урочисто відкрито 12 жовтня 2008 року до 100-річчя від дня його народження. Автор — скульптор Петро Штаєр.[7][8][9]

Коломия. Пам'ятник Степанові Бандері в Коломиї — один із перших у країні. Його було відкрито 18 серпня 1991 року в дні відзначення 750-річчя Коломиї, за день до початку державного перевороту в СРСР. Автор — скульптор Віталій Рожик.[7][10]   - Пам'ятник Степану Бандері в Коломиї

- Микитинці (Івано-Франківська міськрада). Бронзове погруддя урочисто відкрито 26 серпня 2007 року, автор — скульптор Василь Вільщук.[11][9]

- Середній Березів (Косівський район)[9]

Снятин. Пам'ятник освячено й відкрито 4 грудня 2015 року.[12]   - Пам'ятник Степану Бандері у Снятині

- Старий Угринів (Калуський район). Пам'ятник у рідному селі діяча урочисто відкрито 15 жовтня 1990 року.[7]

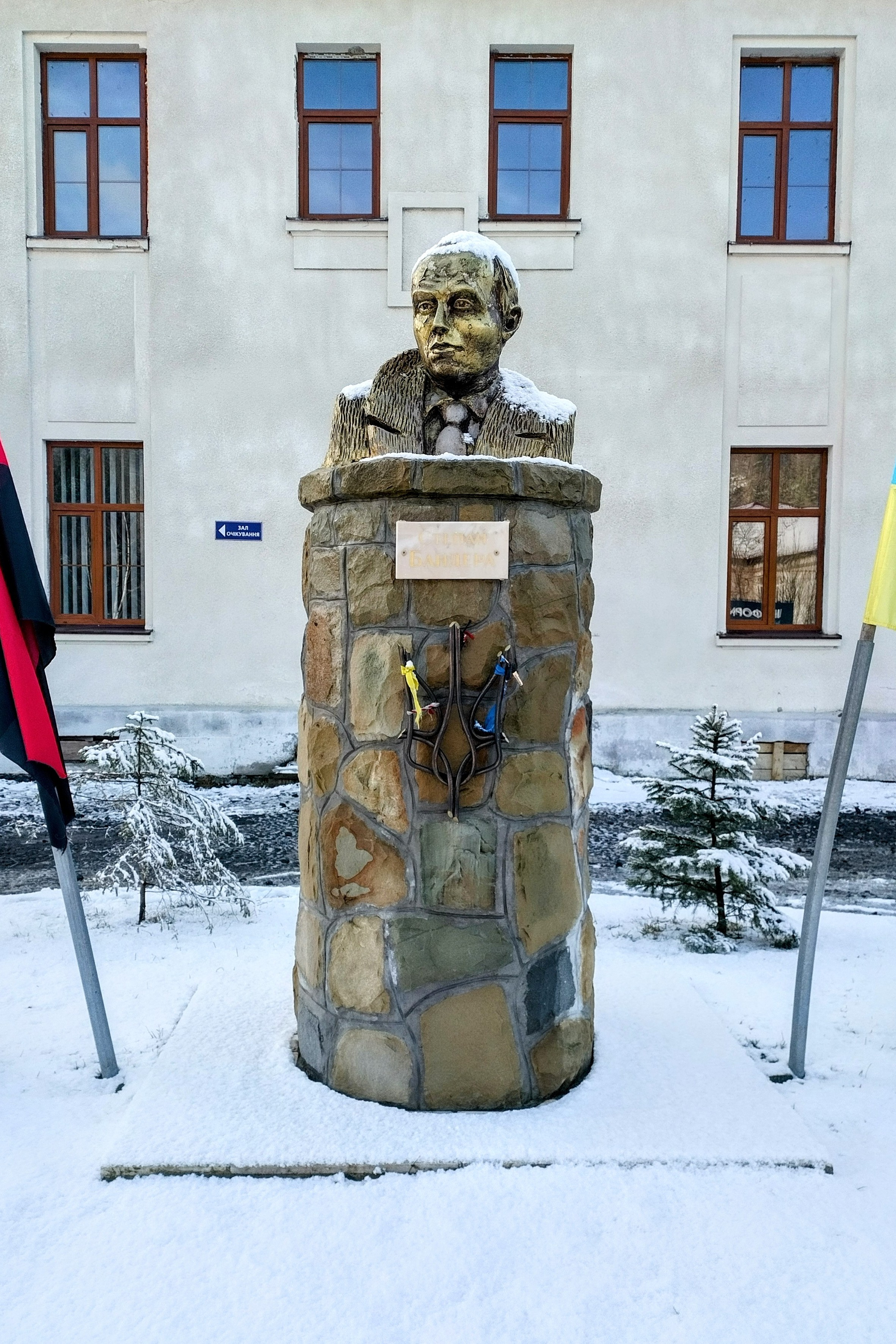
Татарів (Надвірнянський район). Погруддя знаходиться біля будівлі залізничного вокзалу.[13]   - Пам'ятник Степану Бандері в Татарові

- Узин (Тисменицький район). Погруддя відкрито 7 жовтня 2007, автор — скульптор Василь Вільщук.[14]

### Львівська область

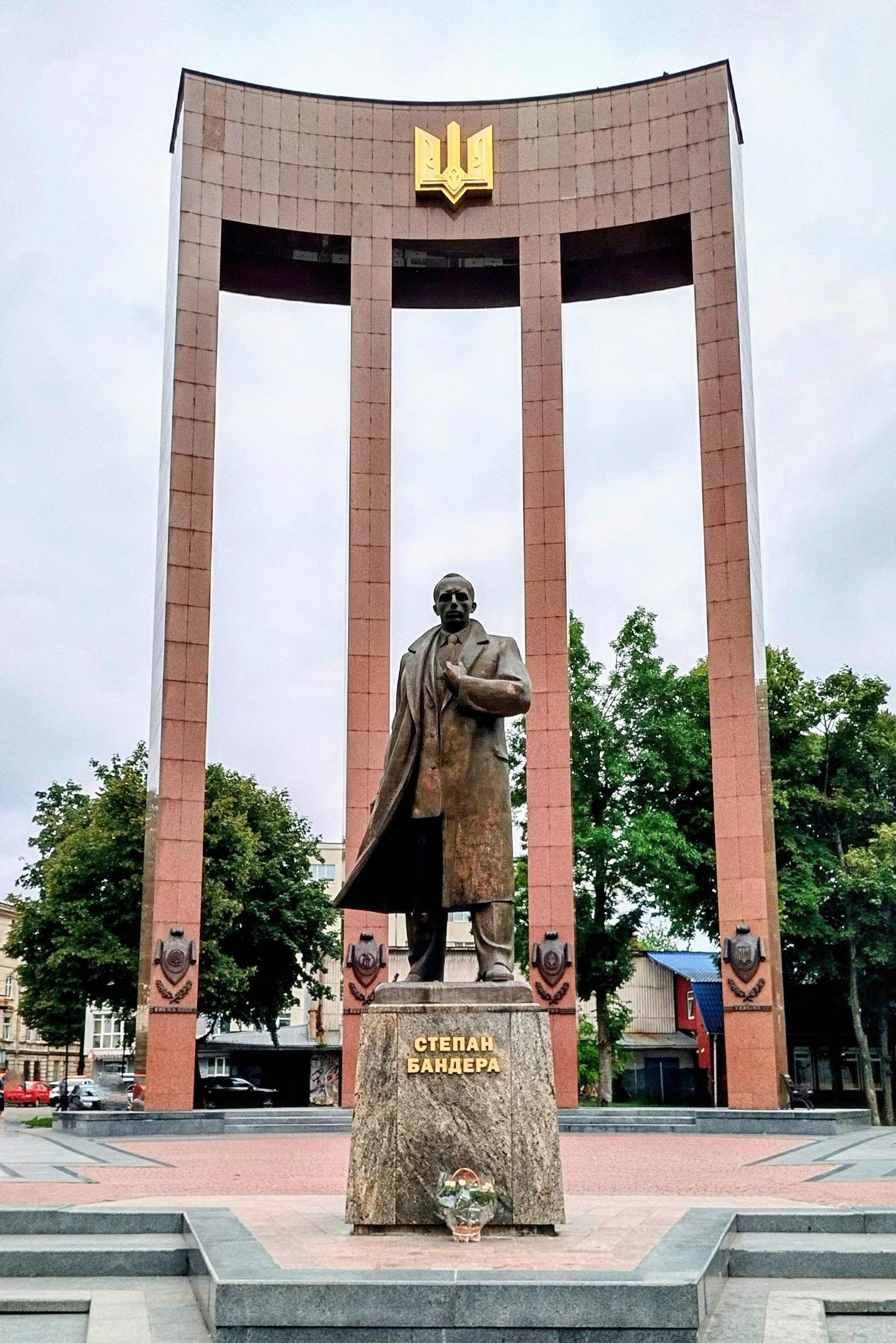
Львів. Проєкт монумента Степанові Бандері у Львові затвердили після семи конкурсів 2002 року. Переміг проєкт скульптора Миколи Посікіри та архітектора Михайла Федика. Будівництво було розпочато наприкінці 2003 року. Офіційне відкриття пам'ятника відбулося 13 жовтня 2007 року, напередодні свята Покрови Пресвятої Богородиці (таким чином, 65-літнього ювілею Української повстанської армії).[7]   - Монумент Степанові Бандері у Львові

Пам'ятний знак Степану Бандері в селі Крушельниця

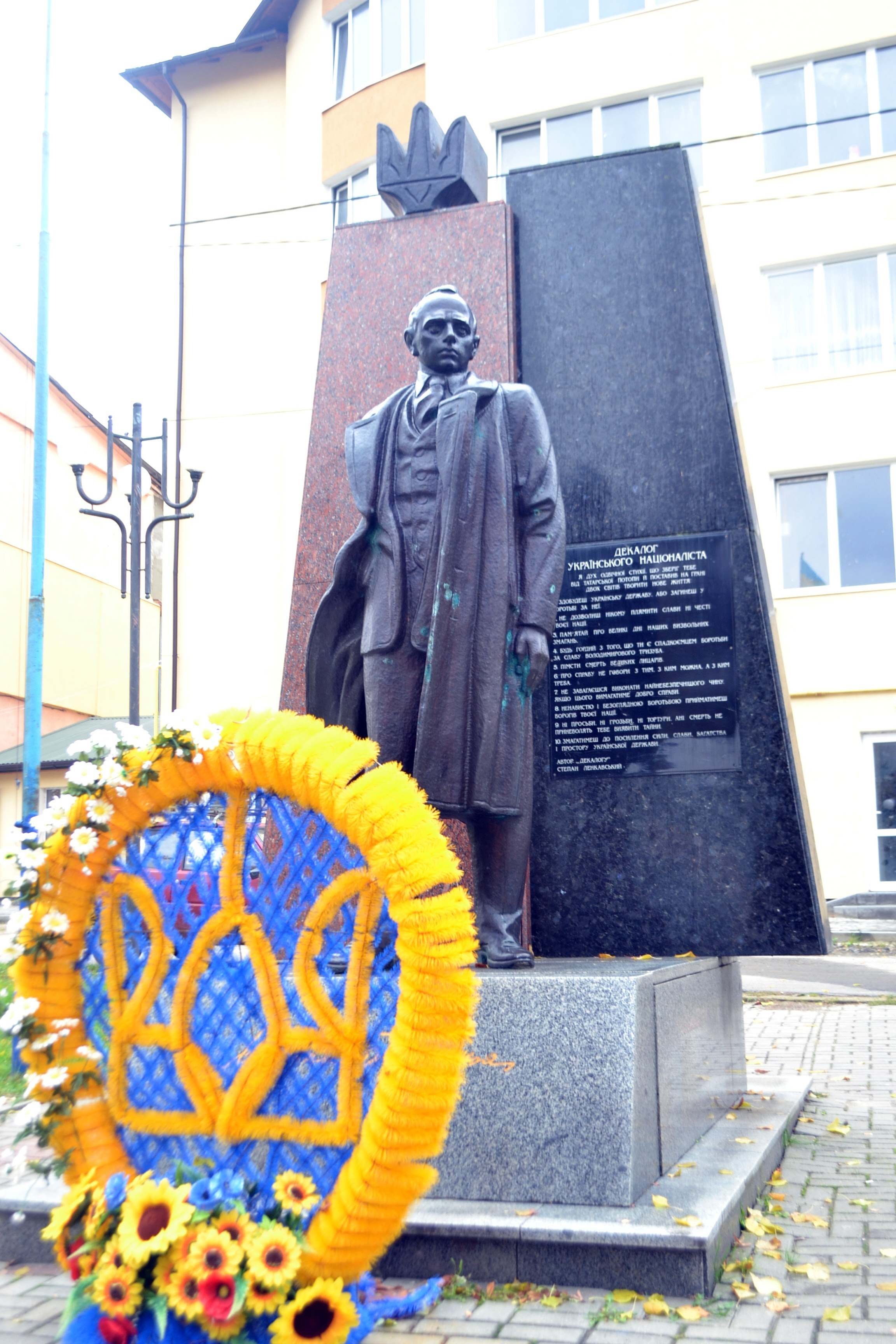
Пам'ятник Степану Бандері у Старому Самборі

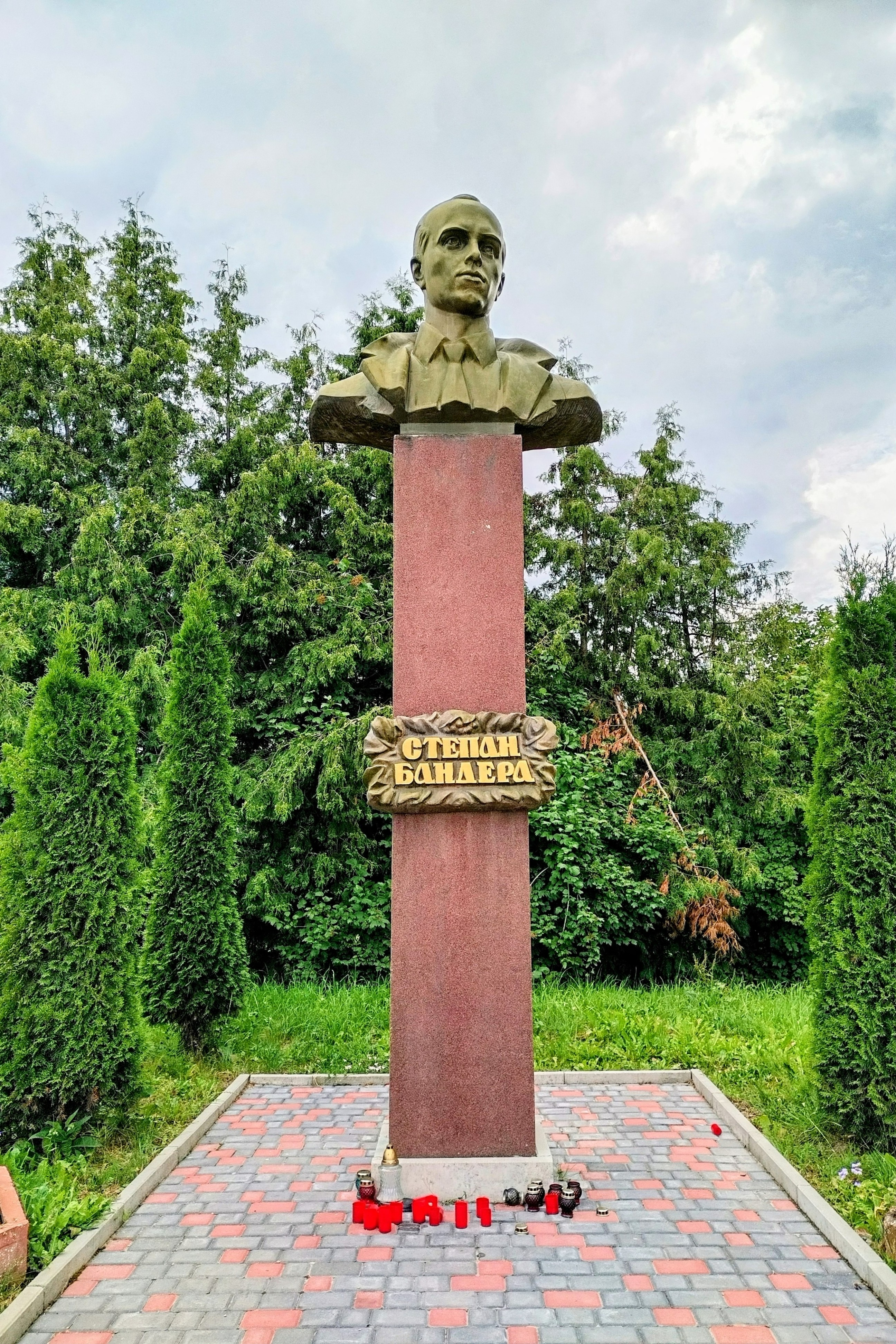
Борислав. Бориславський пам'ятник Степанові Бандері встановлено 1998 року.[15][7]   - Пам'ятник Степану Бандері у Бориславі

Великі Мости. Пам'ятник Степану Бандері відкрито 1 січня 2012 року.[16]   - Пам'ятник Степану Бандері у місті Великі Мости

- Великосілки (Кам'янка-Бузький район). Бронзове погруддя відкрито 14 жовтня 2011 року.[17]
- Воля-Задеревацька (Стрийський район).[18] У селі існує бронзовий пам'ятник-погруддя Бандери на масивному постаменті, стела з барельєфом на алеї борців за незалежність України та плита з барельєфом біля будинку-музею родини Бандер.
- Гординя (Самбірський район).[19] Установлена меморіальна гранітна стела з портретами Степана Бандери та Євгена Коновальця.
- Горішній (Пустомитівський район). Встановлена багатофігурна бронзова композиція з фігур Степана Бандери, Романа Шухевича й Тараса Шевченка під Покровом Божої Матері, відкрита 25 серпня 2011.
- Дрогобич. Повнофігурний пам'ятник Степанові Бандері на постаменті відкрито в однойменному парку 14 жовтня 2001 року, автор — скульптор Любомир Яремчук.[20][7]

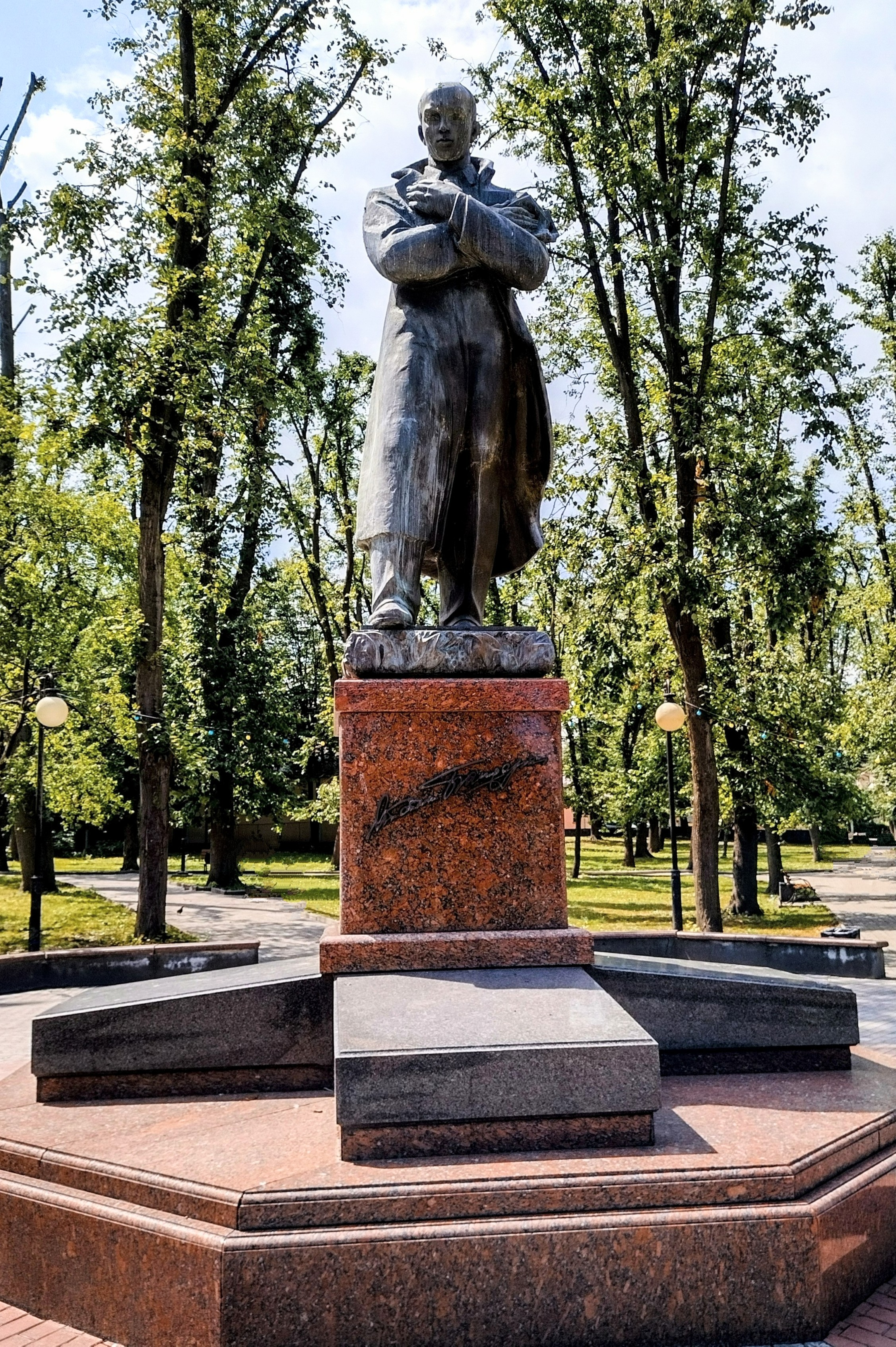
Пам'ятник Степану Бандері у Дрогобичі

- Дубляни. Пам'ятник відкритий 2004 року, автори — скульптори Ярослав та Володимир Лоза.[6]

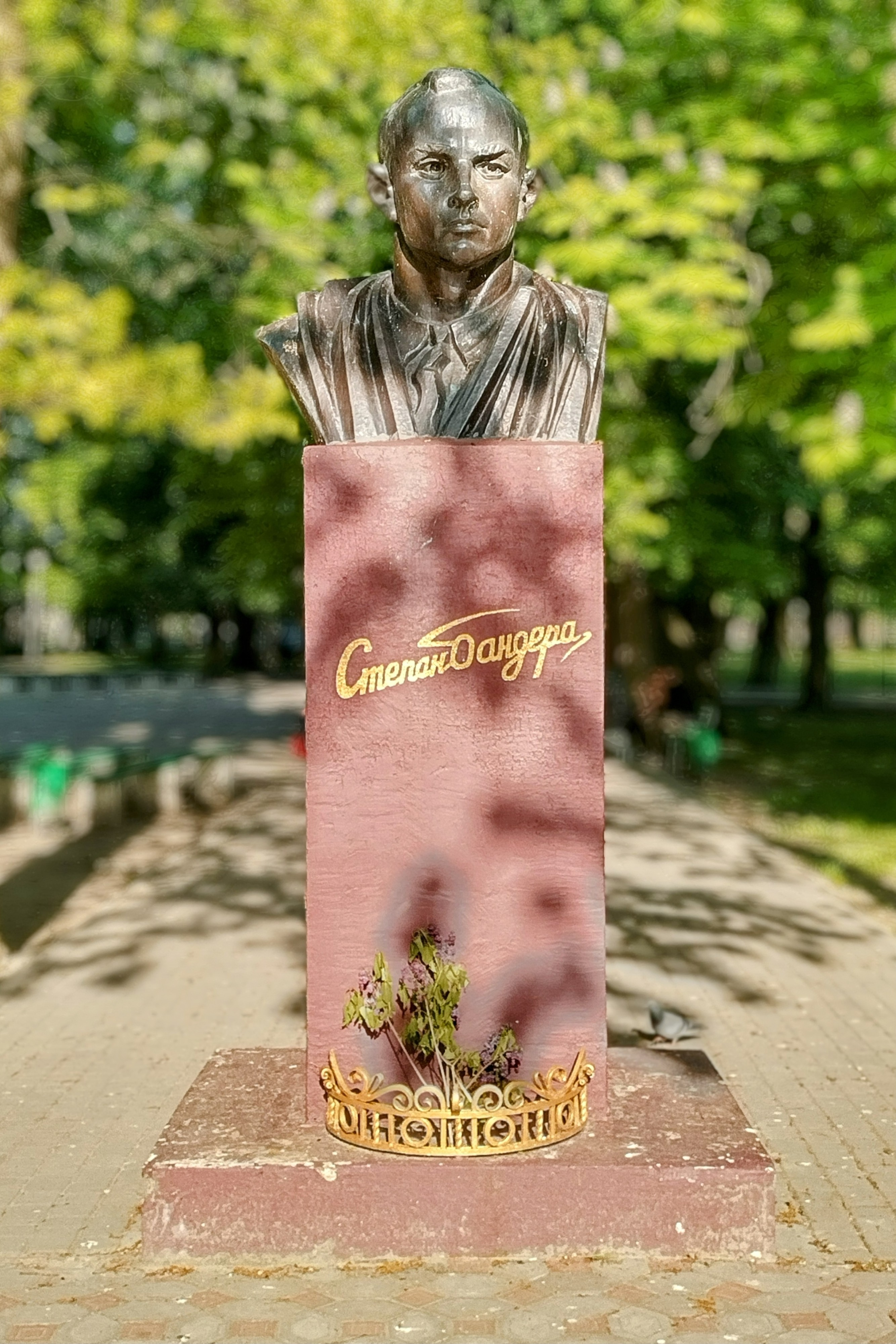
Кам'янка-Бузька. Пам'ятник Степанові Бандері встановлений у сквері його імені.[7]   - Пам'ятник Степану Бандері у Кам'янці-Бузькій

- Крушельниця (Сколівський район). У селі встановлений пам'ятний знак на честь перебування в селі Бандери з групою студентів у серпні 1953 року.   - Пам'ятний знак Степану Бандері в селі Крушельниця
- Миколаїв. Пам'ятник Степанові Бандері встановлений в парку навпроти головної адмінбудівлі 14 жовтня 2012 року.[21]

- Мостиська. Пам'ятник Степану Бандері знаходиться в сквері по вул. Михайла Грушевського.[22][23]

- Самбір. Пам'ятник було відкрито 21 листопада 2011 року. Автори монумента львівські митці скульптор Микола Посікіра та архітектор Михайло Федик.[24]

- Сколе. Пам'ятник відкрито 30 вересня 2011, автор — скульптор Іван Самотос.[25][26][27]

- Старий Самбір. Пам'ятник Бандері в Старому Самборі було відкрито 30 листопада 2008 року. Автор — відомий львівський скульптор, професор Іван Самотос.[28][7]   - Пам'ятник Степану Бандері у Старому Самборі

Стрий. Пам'ятник Степанові Бандері в Стрию встановлений біля будинку гімназії, учнем якої він був у 1919-1927 рр.[29][7]   - Пам'ятник Степанові Бандері в Стрию

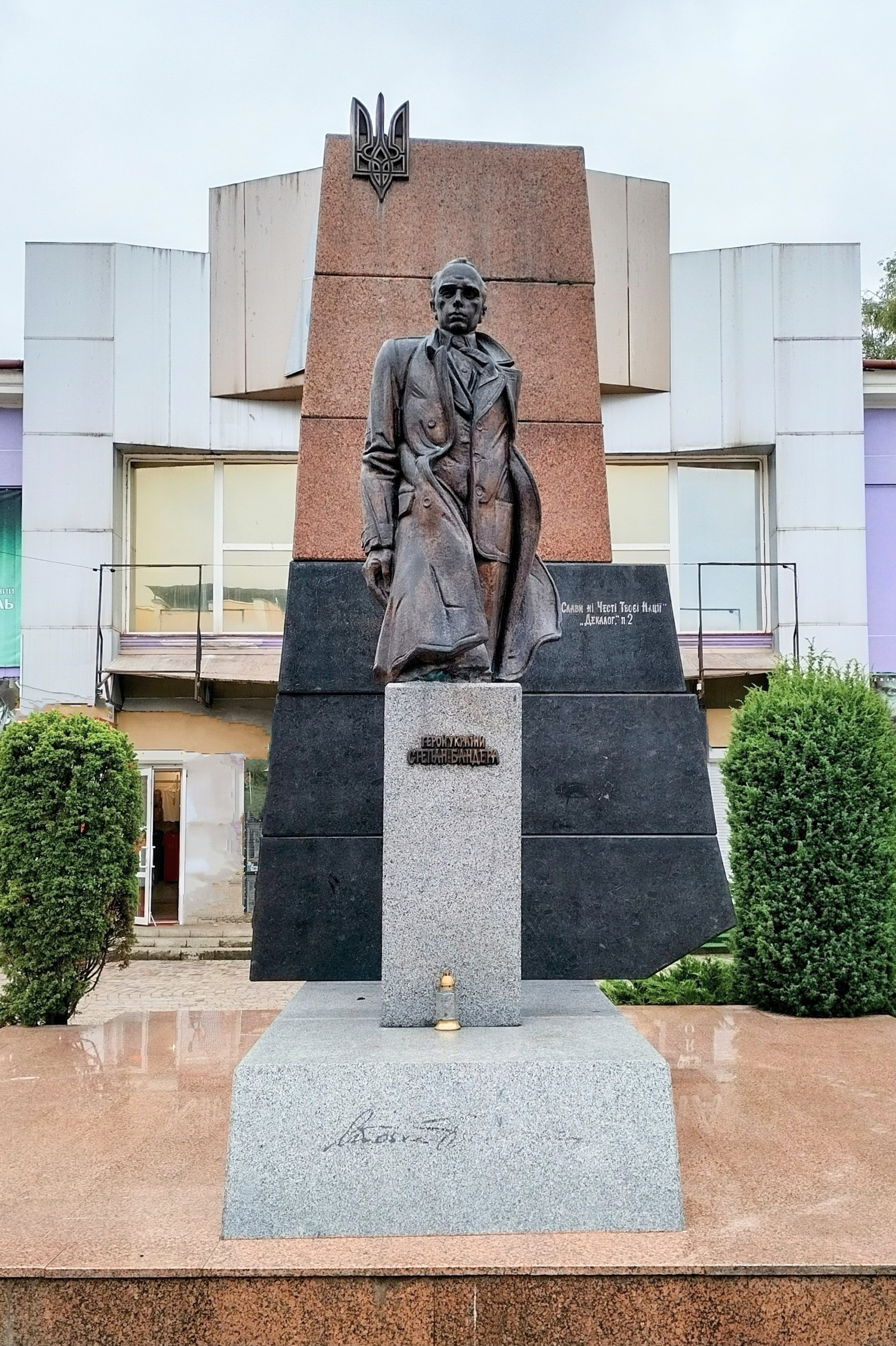
Трускавець. Пам'ятник відкрито 19 лютого 2010, автор — скульптор Іван Самотос.[30]   - Пам'ятник Степану Бандері у Трускавці

- Турка. Бронзовий повнофігурний пам'ятник закладено 28 травня 2009 року, а урочисто відкрито 14 жовтня 2012. Автор — скульптор Іван Самотос.[31]

- Червоноград. Пам'ятник Степану Бандері знаходиться у сквері на однойменній вулиці.[23]

### Рівненська область
- Здолбунів. Пам'ятник відкрито 21 жовтня 2012 року, автор — скульптор Володимир Шолудько.[32]
- Млинів. Пам'ятник відкрито 22 травня 2016 року.[33]

### Тернопільська область

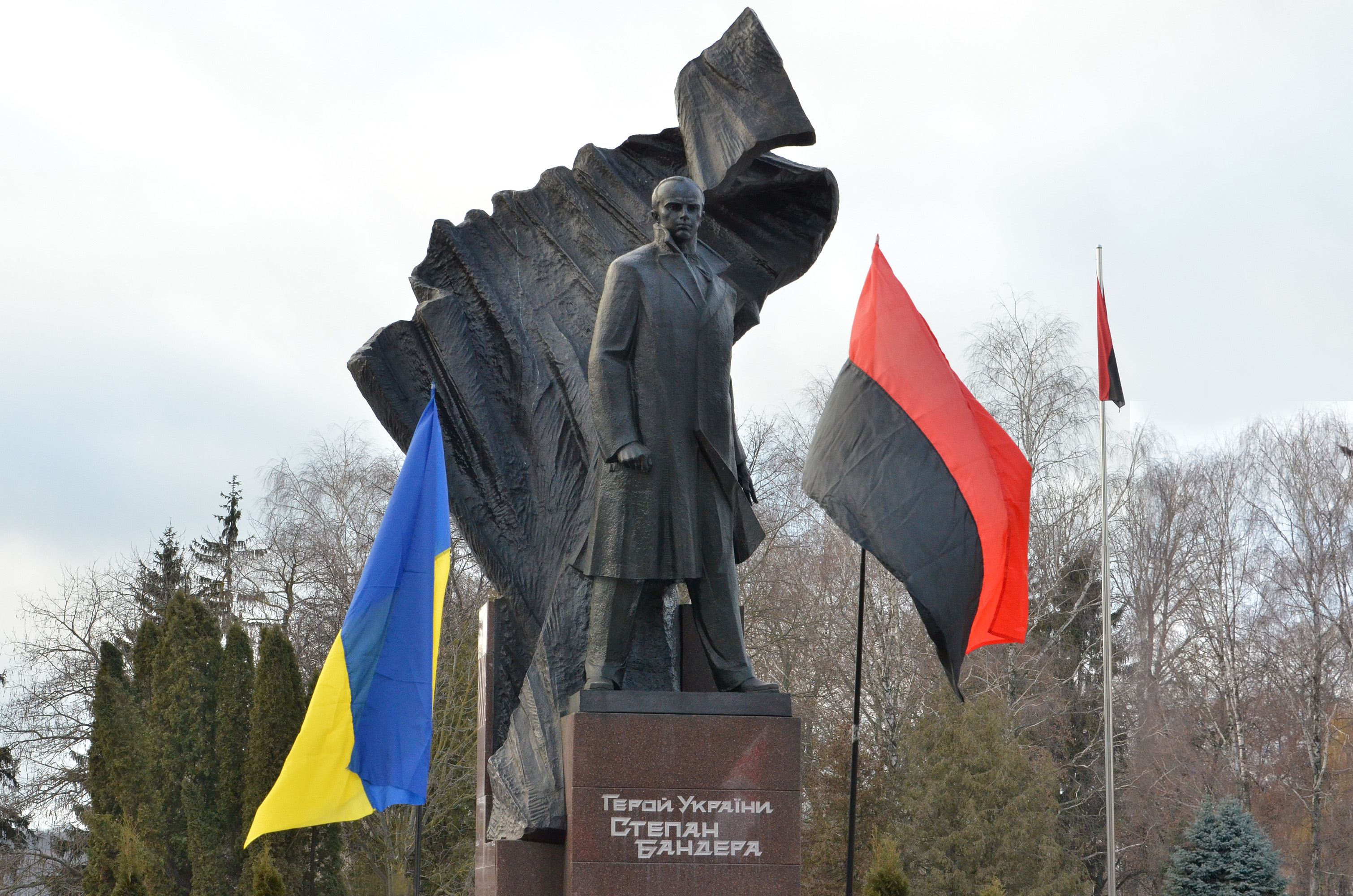
Тернопіль. Пам'ятник Степанові Бандері в Тернополі встановлено 2008 року, урочисто відкрито 26 грудня 2008 року з нагоди 100-річчя від дня народження провідника ОУН-б. Виготовив пам'ятник місцевий скульптор Роман Вільгушинський.[7]   - Пам'ятник Степанові Бандері в Тернополі

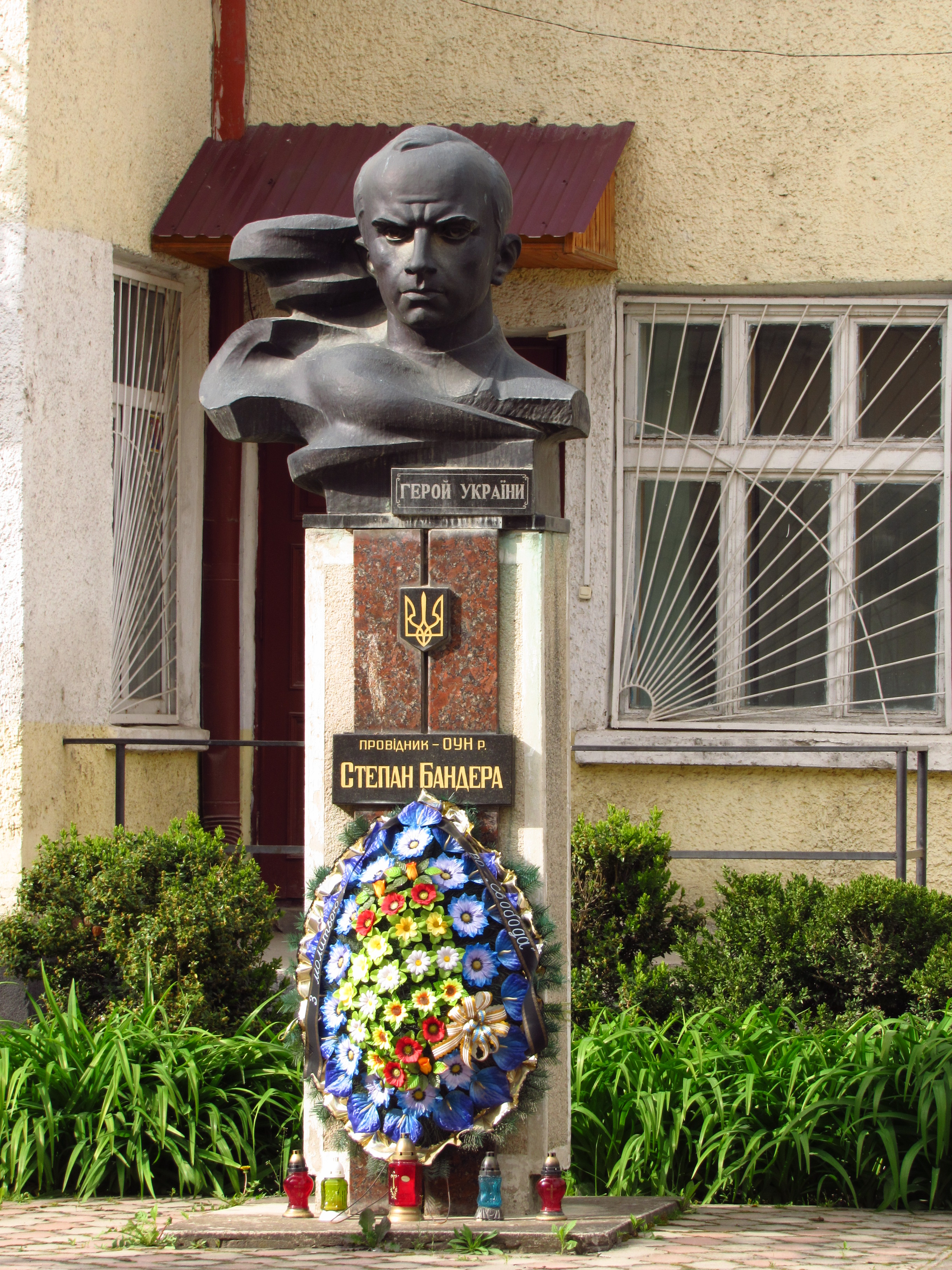
Бережани. Пам'ятник Степану Бандері знаходиться на однойменній вулиці. [7]   - Пам'ятник Степанові Бандері в Бережанах

- Бучач. Пам'ятник Степанові Бандері відкрито в Бучачі 15 жовтня 2007 року на Південному масиві неподалік центру.[34] Споруджений з ініціативи представників української діаспори, Союзу Українок, ОУН, КУНу, НРУ, Всеукраїнського братства ОУН-УПА, Товариства політв'язнів коштом діаспорян, мешканців району та вихідців із Бучаччини, приватних підприємців регіону[35][36][37][34].

Пам'ятник Степанові Бандері в Бучачі

- Вербів (Бережанський район).[23] Установлено[38] 2003 року, скульптор — Петро Кулик.

Заліщики. 15 жовтня 2006 року в Заліщиках відбулося урочисте відкриття пам'ятника провідникові ОУН-Б Степанові Бандері. Автор монумента — скульптор Роман Вільгушинський.[39][7]
- Козівка (Тернопільський район). У селі Козівка Тернопільського району в 1992 році встановлено перший в області пам'ятник Бандері. Автор — скульптор Б. Григоренко.[7]   - Пам'ятник Степанові Бандері в селі Козівка

- Кременець. Пам'ятник-погруддя провідникові ОУН Степанові Бандері урочисто відкрито наприкінці серпня 2011 року, і символічно присвятили Дню Незалежності. Розташований монумент у центрі Кременця на земельній ділянці, яка належить місцевому підприємцю та меценату Володимирові Чубу, який і взяв на себе всі організаційні та матеріальні витрати.[40] Автор — скульптор Микола Король.

- Підволочиськ.[23] Погруддя Степану Бандері відкрите в 2006 році і знаходиться на однойменній вулиці.
- Струсів (Теребовлянський район). 23 серпня 2009 року урочисто відкрито пам'ятник Степанові Бандері в Струсові.[41][7]

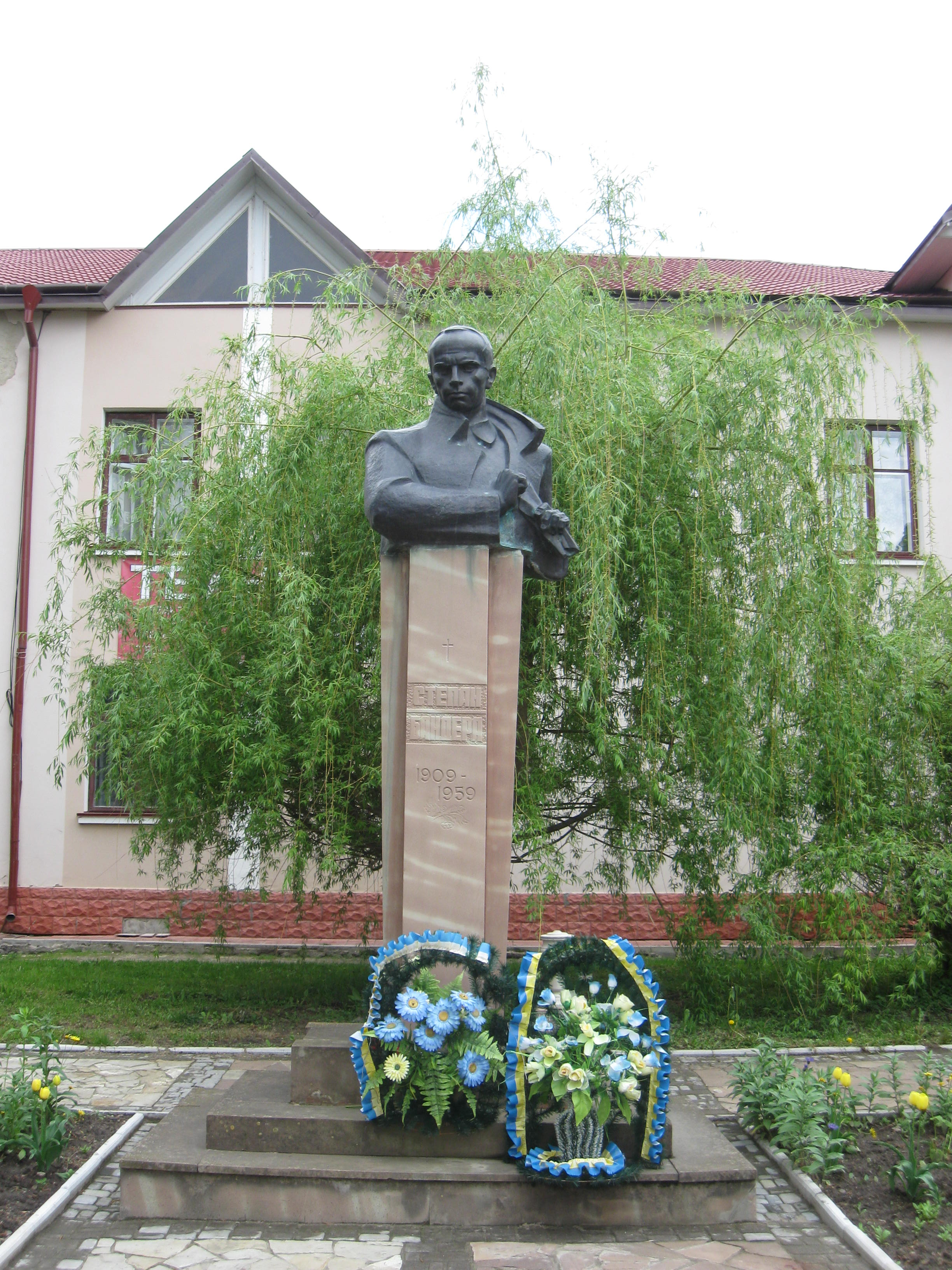
Теребовля. Пам'ятник-погруддя Бандері в Теребовлі відкрито 1999 року. Автори — скульптор Роман Вільгушинський та архітектор Микола Марченко.[42][7]   - Пам'ятник Степанові Бандері в Теребовлі

- Чортків. Пам'ятник Степану Бандері відкрито 22 жовтня 2012 року.[43][44]

### Хмельницька область
- Хмельницький. 1 січня 2017 року урочисто відкрито пам’ятний камінь на місці майбутнього пам’ятника провіднику ОУН Степану Бандері.[45]